# Ernst Guillemin
Ernst Adolph Guillemin (* 8. Mai 1898 in Milwaukee; † 1. April 1970) war ein US-amerikanischer Elektroingenieur.
Guillemin studierte Elektrotechnik an der University of Wisconsin–Madison mit dem Bachelor-Abschluss 1922 und am Massachusetts Institute of Technology (MIT) mit dem Master-Abschluss 1924. Danach war er an der Ludwig-Maximilians-Universität München, an der er 1926 bei Arnold Sommerfeld promoviert wurde (Theorie der Frequenzvervielfachung durch Eisenkernkopplung). Danach war er wieder am MIT, an dem er 1928 Assistant Professor, 1936 Associate Professor und 1944 Professor wurde. Im Zweiten Weltkrieg arbeitete er viel am MIT Radiation Laboratory und erhielt für seine Kriegsarbeit 1948 das Certificate of Merit des US-Präsidenten. Ab 1960 war er Edwin Sibley Webster Professor für Elektrotechnik und 1963 wurde er emeritiert.
Am MIT befasste er sich vor allem mit Nachrichtentechnik, Netzwerk- und Schaltkreistheorie, Telefonnetzwerken und Filtertheorie.
Zu seinen Doktoranden zählen Robert Fano und Thomas Stockham und zu seinen Studenten Sidney Darlington und William Hewlett. Er galt als hervorragender Lehrer.
1961 erhielt er die IRE Medal of Honor und er war Fellow des IRE und des American Institute of Electrical Engineers. Er war Mitglied der American Academy of Arts and Sciences (1955).

## Schriften
- Communication Networks, 2 Bände, Wiley 1931, 1935
- Introductory Circuit Theory, Wiley 1955
- Theory of linear physical systems, Wiley 1963
- Synthesis of Passive Networks: Theory and Methods Appropriate to the Realization and Approximation Problems, Wiley 1962, 1967
- The Mathematics of Circuit Analysis, MIT 1944, 1969